# Central hidroeléctrica Itata
La central hidroeléctrica Itata es una Central hidroeléctrica de pasada ubicada a orillas del río Itata en la cuenca del río homónimo de la Región de Ñuble. Tiene una potencia de 20 MW.
La Central Itata es del tipo de pasada, es decir capta las aguas del río 150 metros arriba del sector del Salto del Itata por medio de una bocatoma lateral, sin presas ni intervenciones en el cauce que alteren el nivel del río. El caudal de entrada es conducido por el canal de aducción de 400 m hasta la cámara de carga y a través de las tuberías de presión se distribuye a las dos turbinas Francis de 10 MW cada una. tras salir de las turbinas las aguas son devueltas al río.: 28 
La construcción iniciada en 2014 y terminada en 2016 tuvo un costo de US$ 50 millones.